# Florencio Lahoz y Otal
Florencio Lahoz y Otal (Alagón, 25 de abril de 1815 - Madrid, 1 de mayo de 1868) fue un compositor y organista aragonés. Su padre Miguel fue organista de su pueblo natal y le enseñó los principios de la música, perfeccionando más tarde sus estudios en Zaragoza y Madrid. Escribió dos jotas, una sinfonía, varias misas, fantasías, melodías para canto y piano, ballables, y las zarzuelas Cleopatra, La aventura en Marruecos, y La pastora de Manzanares.